# Maskareny
Maskareny (Archipelag Maskarenów) – grupa wysp na Oceanie Indyjskim położonych od 640 do 800 km na wschód od Madagaskaru. W skład archipelagu wchodzą wyspy: Réunion (56% powierzchni lądowej archipelagu), Mauritius, Rodrigues oraz Ławica Cargados Carajos (składająca się z kilkudziesięciu wysp i wysepek). Podstawą gospodarki jest uprawa trzciny cukrowej i turystyka. Głównymi miastami są: Port Louis na Mauritiusie i Saint-Denis na Réunion.

## Historia
W średniowieczu zaglądali tam żeglarze arabscy, kiedy potrzebowali uzupełnić zapasy wody pitnej lub świeżego mięsa czy też aby przeczekać sztorm. Pierwszymi europejskimi żeglarzami, którzy tu dotarli byli Portugalczycy w 1512, a nazwa wysp pochodzi od  nazwiska dowódcy ich flotylli Pedro Mascarenhas. Około 100 lat później wyspy penetrowali Holendrzy, a ostatecznie skolonizowali je Francuzi.
W 1814 Mauritius, Rodrigues oraz wysepki Cargados Carajos przejęli Brytyjczycy. Uzyskały one niepodległość w 1968 jako państwo Mauritius.  Natomiast wyspa Réunion od 1946 stanowi departament Francji o statusie departamentu zamorskiego nr 974.

## Geografia
Archipelag powstał z jednej dużej wyspy rozczłonkowanej na mniejsze części przez transgresję morską. Składa się z dwóch dość dużych wysp (Réunion i Mauritius), trzeciej znacznie mniejszej (Rodrigues) oraz mnóstwa drobnych wysepek. Jego powierzchnia wynosi 4,6 tys. km² i jest w przeważającej części wyżynno-górzysta, istnieją czynne wulkany. Najwyższym szczytem jest Piton des Neiges o wysokości 3070 m n.p.m. na Réunion, który jest zarazem najwyższą górą Oceanu Indyjskiego. Na wyspach panuje klimat gorący i wilgotny.

## Endemity
Wyspy do XVII w. pozostawały prawie bezludne. Świat zwierzęcy i roślinny składał się w olbrzymiej większości z endemitów. Jedynymi kręgowcami obok wielkich żółwi olbrzymich (Geochelone gigantea) były ptaki. Oprócz gatunków typowo oceanicznych wyspy zamieszkiwały endemity, w tym przedstawiciele wymarłej już rodziny drontów (Raphidae), z których dront dodo (Raphus cucullatus) żył na Mauritiusie, a dront samotny (Pezophaps solitarius) na Rodrigues. Żyły tam także ptaki z innych rodzin jak bekas olbrzymi (Aphanopteryx bonasia). Z ogólnej liczby sklasyfikowanych 28 gatunków do naszych czasów dotrwały zaledwie 4. 

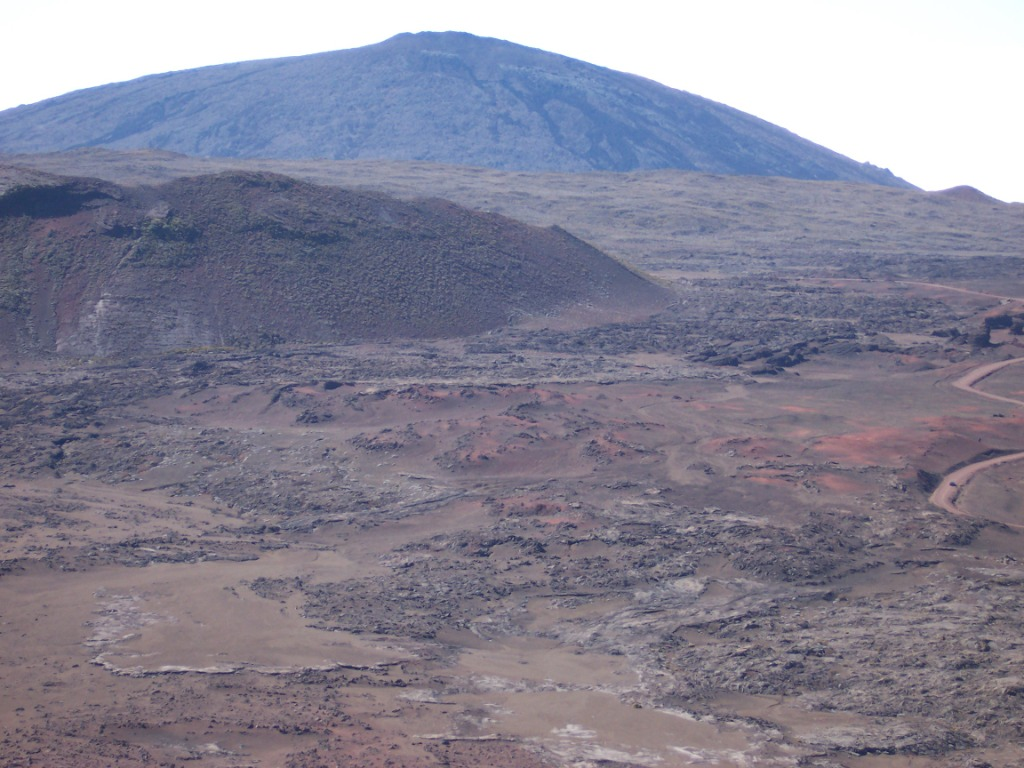
Aktywny wulkan Piton de la Fournaise na Réunion
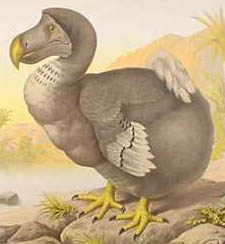
Dront dodo (Raphus cucullatus)